# Apple A8X
Apple A8XはAppleによって設計された64ビットARM SoCである。2014年10月16日に紹介されたiPad Air 2搭載チップとして登場した。Appleは40%のCPUと250%のGPUの性能の向上を発表している。

## 採用製品
- Apple A8X - iPad Air 2

## 設計
A8Xは台湾のTSMCにより、20nmプロセスで製造され、30億個のトランジスタを搭載し、2GBのLPDDR3がパッケージ内に収まっている。A8Xはギークベンチ（Geekbench）では3コアで1.5GHzと表示される。